# Hedwige Chrétien
Hedwige (Gennaro)-Chrétien, född 5 juli 1859, död 4 april 1944, var en fransk kompositör.

## Biografi
Chrétien föddes i Compiègne. 1889 blev hon professor vid Conservatoire de Paris, där hon tidigare från 1874 hade studerat för Ernest Guiraud. 1881 vann hon första pris i harmonilära, kontrapunkt och fuga samt i piano och komposition. Hon komponerade pianostycken, kammar- och orkestermusik, sånger samt två baletter, totalt omkring 150 verk.

## Verk i urval[7]

### Balettmusik
- Ballet orientale
- La Valée des sphinx, i två akter

### Kammarmusik
- Berceuse (violin)
- Grand solo (Andante et Allegro) (1886) (trombon)
- In memoriam (1934) (cello och orgel)
- Lied 'Soir d'Automne' (cello och piano)
- Poème lyrique (1886)
- Quintette (Arabesque et Sarabande) (flöjt, oboe, klarinett, fagott, valthorn och piano)
- Serenade sous bois (trio för flöjt, oboe och piano)
- Trio pour violon, violoncello and piano (Allegro con fuoco, Andante expressivo, Scherzo)

### Körmusik
- Les Ailes du rêve!
- L'Angelus
- Août, text av Horace Hennion från Mois, SATB
- Ballade
- L'Été
- La Madone des champs (3 röster)
- Les Matelots
- Le Moulin
- Nos Soldats, scène lyrique, bassolist, tenorsolist, SATB, orkester
- Pensée fugitive
- Sur la Falaise, text av Paul Bourget, barnkör SA

### Opera
- La Cinquantaine, opérette pour jeunes filles
- Menuet de l'Impératrice, opérette pour jeunes filles

### Orkestermusik
- Belle époque (1887) (kammarorkester)
- Danse Rustique
- L'Escarpolette, vals
- Fleur de Lande, ronde Bretonne
- Pastels

### Musik för orgel och/eller harmonium
- Cinq pièces brèves (orgel)
- Harmonies religieuses (orgel eller harmonium)
- Marche funèbre (orgel)

### Orgel med andra instrument
- In memoriam (1934) (cello och orgel)

### Pianomusik
- Ariel caprice fantastique
- Au village. Le moulin, scènes pastorales
- Chansons du rouet
- En cheminant, ritournelle pour piano
- Farandole
- Fleur de landes, ronde bretonne
- Naïades
- Les Papillons, valse de salon
- Polichinelles roses
- Pour endormir Yvonne,  berceuse (vaggvisa) av H. Pommier i arrangemang för piano
- Qui vive!?, morceau de genre
- Rataboul (1905) (polka)
- Romance sans paroles
- Scherzo-valse
- La Source
- Speranza, valse lente
- Tarentelle, pour piano à 4 mains, fyrhändigt piano
- Trilby
- Valse berceuse
- Valse-caprice
- Valse des libellules
- Sonatines
  - Nr 1: Pastorale
  - Nr 2: Dès l'Aurore
  - Nr 3:  Joyeuse Nouvelle

### Sånger
För röst och piano om inget annat anges.
- Aubade, text av P. Ladoué
- Aube aux Champs, text av Léo Marcel
- Baiser errants,  text av L. Fortolis
- Ballade, de s'amye bien belle, text av Clément Marot (1527)
- Bébés et grand'mamans
- Bien-Aimés, text av Charles Giugno
- Canzonetta, text av Pierre Ladoué
- Caprice de troubadour, text av Gaston Petit
- C'est si peu de chose
- Chanson des pêcheurs de lune, Barcarolle à deux voix (duett), text av L. Fortolis
- Chanson pur la Bien-Aimée, text av Charles Fuster
- Chant d'amour
- Dernier rêve!, text av L. Fortolis
- Duetto-Barcarolle, text av Eduard Guinand
- Feux follets, text av L. Fortolis
- La chanson bénie, text av Léon Dierx
- La Jeanneton, text av J. Lafforgue
- La Nuit, text av R. Elgé, två röster, violin och piano
- La Vieille fontaine, text av Pierre Alin
- Là-bas!, chanson Bohémienne, text av Léo Marcel
- Le Calme, text av A. Dorchain, röst, piano och obligatoviolin
- Le Cavalier, text av Léo Marcel (Légende fantastique)
- Le coeur de mira, extrait des chansons moraves, text av L. Fortolis
- Le Cor, text av Alfred de Vigny
- Le Rouet sur le clavecin, text av Raymond Philippon
- Les Ailes du Rêve, text av Charles Fuster
- Les rêves, text av A. Dréville
- L'Étoile, med piano och violin
- Lumière de l'âme, text av Madame Galeron de Calonne
- Mademoiselle bébé, à grand-papa, text av J. Morin
- Mirage-Habanera, text av Eduard Guinand
- Mon Ruisseau, poésie de J. Lafforgue
- Musique au bord de la Mer, poésie de Dorchais, version med violin
- Noël naïf
- Point d'orgue du menuet,  inspirerad av en målning av Watteau, text av Léo Marcel
- Pour ceux qui aiment, text av Aymé Magnien, röst, piano och obligatoviolin
- Pour nos soldats, prière, text av Hedwige Chrétien
- Prière, text av Lamartine, med violin
- Prismes lunaires, text av L. Fortolis,
- Quand tu pleureras , text av Léo Marcel
- Que je t'oublie!? (1897), text av Léo Marcel
- Reliques, text av J. Lafforgue
- Ronde champêtre
- Ronde d'amour, text av Jules Lafforgue
- Silhouettes fantasques/Clair de lune, text av Marguerite Bracks
- Sur la route d'Alcala, röst och orkester
- Votre sourire, text av Eva Jouan